# C/2002 V1
C/2002 V1 (NEAT)是一顆非週期彗星，出現在2002年11月。這顆彗星的視星等峰值約為–0.5等，成為自1935年以來觀測到的第八亮彗星。太陽和太陽圈探測器於2003年2月觀測到了這顆彗星。這顆彗星在接近太陽時未能分裂，引起了一些爭議，因為一些科學家預期它是一顆小彗星。
C/2002 V1彗星在經過太陽附近時受到日冕物質拋射的撞擊。。2003年2月有56個日冕物質拋射。2003年2月18日，C/2002 V1 (NEAT) 距離太陽5.7度。從太陽和太陽圈探測器觀察到的 C/2002 V1 (NEAT) 看起來令人印象深刻，由於彗髮和尾部塵埃的光向前散射造成的。
根據噴氣推進實驗室線上曆書系統測量2020年1月1日的質心軌道元素，計算出彗星半長軸為1,100天文單位，遠地點距離為2,230天文單位，週期約為37,000年。
有些人認為C/2002 V1應被列為大彗星，稱為2003年大彗星。

## 外部連結
- . NASA.   [2024-09-22]. （原始内容存档于2021-09-22）.
- Surf the Web to see the Sun-dancing comet （页面存档备份，存于） (ESA 2003-Feb-12)
- Comet Neat Passes an Erupting Sun （页面存档备份，存于） (APOD 2003 February 24)
- Spacewatch Friday: Promising New Comet Called NEAT (C/2002 V1) Graces Evening Sky （页面存档备份，存于） – Space.com
- News story as comet hit by Coronal Mass Ejection （页面存档备份，存于）
- Article about the Comet NEAT Conspiracy （页面存档备份，存于）
- Images of Comet NEAT taken by LASCO during perihelion （页面存档备份，存于）
- SOHO Hotshots （页面存档备份，存于） of Comet NEAT